# Escort (Film)
Escort ist ein Thriller von Lukas Nola. Die Premiere des Films erfolgte im Juli 2023 beim Pula Film Festival.

## Handlung
Miro, ein 40-jähriger Geschäftsmann, verbringt zum ersten Mal in seinem Leben die Nacht mit einer Prostituierten, die nach einem Geschäftsessen in sein Hotelzimmer geschickt wurde. Nachdem sie Kokain genommen haben und Sex hatten, findet er Maja, so ihr Name, tot im Badezimmer. Miro ist ein glücklich verheirateter Mann und Vater von zwei Kindern, daher kann er unmöglich zulassen, dass ein solcher Skandal ans Licht kommt. Zwei Hotelangestellte helfen ihm, die ganze Sache zu vertuschen, aber im Gegenzug bitten sie ihn um Gefälligkeiten, erst kleine, dann größere.

## Produktion
Regie führte Lukas Nola, der auch das Drehbuch schrieb. Es handelt sich bei Escort um seinen letzten Film. Nola starb im Oktober 2022 infolge einer Krebserkrankung.
Escort wurde von Ankica Jurić Tilić, Dragan Jurić und Hrvoje Pervan für die Produktionsfirma Kinorama produziert. Die Entwicklung und Produktion wurde vom Kroatischen Audiovisuellen Zentrum (HAVC), von der Nordmazedonischen Filmagentur, dem Kosovo Cinematography Center und dem kroatischen Radio und Fernsehen (HRT) unterstützt.
Živko Anočić spielt in der Hauptrolle den Geschäftsmann Miro. Krešimir Mikić spielt Belc, den Rezeptionisten des Hotels, und Nikša Butijer den Portier Davor. In weiteren Rollen sind Hrvojka Begović als Miros Ehefrau Darija, Hrvoje Barišić und Igor Kovač als seine Kumpels Dado und Berak, Paško Vukasović als Rajko und Lena Medar als die Prostituierte Maja zu sehen, die Miro tot in seinem Badezimmer auffindet. Barbara Nola, die Witwe des Regisseurs, spielt Sara.
Kameramann Frane Pamic war zuvor als Assistenzkameramann und für einige Kurzfilme tätig.
Im Juni 2023 wurde ein erster Trailer vorgestellt. Die Premiere erfolgte am 18. Juli 2023 beim Pula Film Festival.

## Auszeichnungen
Pula Film Festival 2023
- Nominierung im Nationalen Wettbewerb
- Auszeichnung als Bester Nebendarsteller (Krešimir Mikić)
- Auszeichnung für das Beste Szenenbild (Ivan Veljača)[1][5]